# هربرت فيفيان
كان هربرت فيفيان (3 أبريل 1865 – 18 أبريل 1940) صحفيًا إنجليزيًا ومؤلفًا ومالك صحيفة، وكان في ثمانينيات القرن التاسع عشر صديقًا للورد راندولف تشرشل وتشارلز راسل وليوبولد ماكسز وآخرين. ناضل من أجل الحكم الداخلي الأيرلندي وكان السكرتير الخاص لويلفريد بلانت، الشاعر والكاتب الذي ترشح عن دائرة ديبتفورد في الانتخابات الفرعية لعام 1888. تسببت كتابات فيفيان في نشوب خلاف بين أوسكار وايلد وجيمس مكنيل ويسلر. وفي تسعينيات القرن التاسع عشر، تزعم فيفيان حركة إحياء اليعاقبة المحدثة، حركةٌ مناصرة للملكية تتطلع إلى استعادة سلالة ستيوارت للعرش البريطاني وحلّ النظام البرلماني. قبل الحرب العالمية الأولى كان صديقًا لوينستون تشرشل وكان أول صحفي يجري مقابلة معه. خسر فيفيان كمرشح ليبرالي عن دائرة ديبتفورد الانتخابية في عام 1906. ولأنه كان ملكيًا متطرفًا طيلة حياته، فقد أصبح في عشرينيات القرن العشرين مؤيدًا للفاشية. كان من بين مؤلفاته العديدة رواية شجرة الخليج الأخضر، كتبها بالتعاون مع وليام هنري ويلكينز. عُرف عنه مناصرته وعاطفته البارزتان للصربية؛ ما تزال كتاباته عن البلقان ذات تأثير نافذ.

## النشر الصحفي وحركة إحياء اليعاقبة المحدثة
شهدت أواخر ثمانينيات القرن التاسع عشر وتسعينياته في بريطانيا حركة جديدة لإحياء اليعاقبة. ففي عام 1886، أسس بيرترام أشبرنام جمعية الوردة البيضاء، التي أحاطت بقضايا مثل الاستقلال الأيرلندي والكورنوالي والاسكتلندي والويلزي، والشرعية الملكية الإسبانية والإيطالية، ولا سيما شرعية اليعاقبة. وكان من بين أعضائها فريدريك لي وهنري جينر وويسلر وروبرت إدوارد فرانسيلون وتشارلز أوغستس هاول وستيوارت ريتشارد إرسكين وفيفيان. وصدر عنها دورية بعنوان الملكيّ من عام 1890 إلى عام 1903.
قابل فيفيان إرسكين لأول مرة عندما كانا معًا في إحدى كليات الصحافة. وفي عام 1890، أسس الاثنان دورية أسبوعية بعنوان الزوبعة، دورية حيوية وغير مألوفة، تسلم فيفيان تحريرها، واشتهرت بتضمين رسوم إيضاحية على يد فنانين، بمن فيهم ويسلر ووالتر سيكرت. كان سيكرت أيضًا ناقدها الفني، وكتب فيها عمودًا أسبوعيًا. نشرت مقالات عن أوسكار وايلد في ذروة شهرته وصيته الذائع. وتبنت الدورية وجهة نظر سياسية فردية مناصرة لليعاقبة دافع عنها إرسكين وفيفيان. كانت الصورة الشخصية لتشارلز برادلو أحد الرسوم البارزة التي رسمها سيكرت للزوبعة. كتب برادلو أيضًا مقالًا للدورية حول «الفردية العملية».
عمل فيكتور ياروس على جلد الزوبعة بسبب موقفها المعادي للسامية، موقفٌ تبناه فيفيان بشكل خاص في مقالاته الافتتاحية. إذ كتب في طبعة 23 أغسطس 1890: «اليهود عرقٌ وليسوا هيئة دينية، ومثلهم مثل الصينيين، غالبًا ما يتسمون بالبغض عند التعامل مع جيرانهم. اكتسبوا من خلال مهنتهم في الشؤون المالية سلطة واسعة على نحو خطير، ليس على الأفراد فحسب، بل حتى فيما يتعلق بسياسة الدول.... إن الطريقة الملائمة للتعامل مع اليهود هي المقاطعة الصارمة... وما يتوجب علينا أن نسعى إليه هو إعادة العرق اليهودي ككل، وبأسرع ما يمكن، إلى فلسطين... ومن المؤكد أن البلدان التي تتبناهم لن تجد صعوبة في الاستغناء عنهم».
استخدم فيفيان منصبه كمحرر بهدف الترويج أيضًا لفلسفة فردية تخص المرأة، رغم أنه كان ضد حق المرأة في التصويت. كان من بين القضايا الأخرى خطر ترام لندن والهجمات المتكررة على الصحفي والمستكشف هنري مورتن ستانلي وشخصيات أخرى من ذلك العصر. نشر أيضًا سلسلة من مقالات السيرة الذاتية، ذكريات من حياة قصيرة، التي شكلت فيما بعد أساس مذكراته عام 1923، أنا بالذات، المذكرات الشخصية «لمجهول». انقطعت الدورية عن النشر في أوائل عام 1891، عندما ترشح فيفيان للانتخابات، ولم تستأنف الطباعة بعد ذلك.
انقسمت جمعية الوردة البيضاء في عام 1891. كانت في الأساس منظمة فنية وجدانية حالمة، لكن فيفيان وإرسكين أرادا أجندة سياسية أكثر تشددًا. أسسا مع ميلفيل هنري ماسو، الذي يلقب نفسه بماركيز روفيني، رابطة بريطانيا العظمى وأيرلندا لشرعية اليعاقبة، وغالبًا ما عُرفت باسم رابطة الوردة البيضاء. ضمت لجنتها التنفيذية المركزية والتر كليفورد ميلور، وفيفيان، وجورج جي. فريزر، وماسو، وبارون فالديز، وألفريد جون رودواي، وآر. دبليو. فريزر، وتسلم إرسكين رئاستها. وصف بيتوك الرابطة بأنها «ترويج لليعاقبة على نطاق لم يُشهد له مثيل منذ القرن الثامن عشر».
نظمت الرابطة احتجاجات تمركزت بمعظمها حول تماثيل لأبطالٍ من اليعاقبة. ففي أواخر عام 1892، تقدم أعضاؤها بطلب من أجل الحصول على إذن من الحكومة لوضع أكاليل الزهور على تمثال تشارلز الأول في تشارينغ كروس في ذكرى إعدامه. رفض رئيس الوزراء غلادستون ذلك وهو ما عمل به جورج شو لوفيفر، المفوض الأول للأشغال، ويعرفه فيفيان من خلال ترافقهما معًا في إحدى الأسفار. بالرغم من ذلك، حاولت الرابطة وضع أكاليل الزهور في 30 يناير 1893. أُرسل عناصر الشرطة لوقف هذا النشاط، ولكن بعد المواجهات، سُمح لفيفيان وأعضاء آخرين بمتابعة فعاليتهم، فحصلوا على تغطية صحفية كبيرة. كتب المراسل السياسي لدورية أخبار لانكشاير المسائية، «نجح السيد هربرت فيفيان أخيرًا بوضع إكليل من الزهور على تمثال تشارلز الأول.... وإننا على ثقة من أن جميع الأطراف ستكسب شعورًا أفضل تجاه هذه العملية - وخاصة التمثال البرونزي». وذكر مقال في دورية أخبار ويسترن الصباحية، «السيد هربرت فيفيان، الصحفي والمناصر لليعاقبة، رجل جريء وشجاع.... يعلن للجميع دون استثناء، بالقانون أم بدونه، أنه... سيحاول وضع إكليل من الزهور على التمثال. ورغم أنني لم أسمع إن اتُخذت احتياطات خاصة أم لا من أجل التعامل مع هذه القوة الجديدة من الفوضى، لكن لربما... فُرز أحد رجال الشرطة لترهيب السيد هربرت فيفيان».
في يونيو 1893، حدث انقسام بين روفيني وفيفيان، إذ سعى فيفيان لاستمرار الرابطة بدعم من فيكونت دبلين وميلور وآخرين. ترك فيفيان رابطة اليعاقبة في أغسطس 1893، لكنه استمر في الترويج لفلسفة سياسية راسخة في توجهها لليعاقبة.
عمل فيفيان بين عامي 1892 و1893 صحفيًا لدى وليام إرنست هينلي في المراقب الوطني. ونشر في عام 1894 كتاب شجرة الخليج الأخضر مع وليام هنري ويلكينز، صديقٌ له من أيام الجامعة وكاتب مناهض للهجرة. قدم أيضًا مساهمات في دورية ويلكينز الشهرية ذا ألبيمارل، والتي شارك في تحريرها هوبرت كراكنثورب، صديق مشترك من كامبريدج. أمضى شتاء 1894/1895 في فرنسا، حيث ناقش السياسة اليعقوبية والكارلية مع الشاعر فرانسوا كوبيه، والأدب المعاصر مع الروائي إميل زولا.
واصل فيفيان عمله الصحفي السياسي بعد إغلاق الزوبعة. ففي عام 1895، كان محررًا للشارة البيضاء، دوريةٌ تهدف في جوهرها إلى طرح الجدل اليعقوبي. تلقت آراء ومراجعات سيئة ولم تحظ بالنجاح. وُصف فيفيان في بريستول ميركوري على أنه «شاب نبيل متقلب [يتمتع] بشهرة أوروبية في ميادين السياسة والأدب».
بحلول عام 1897، ترأس فيفيان نادي الشرعية، منظمة جديدة أخرى مناصرة لليعاقبة. وفي عام 1898، نشر فيفيان رسائل كان قد تبادلها مع مكتب الأشغال تطالب بالسماح للنادي بوضع إكليل من الزهور على تمثال جيمس الثاني في ميدان ترفلغار في 16 سبتمبر، ذكرى وفاة جيمس. واظب فيفيان، بهدف نشر قضيته، على الأساليب نفسها وعلى وضع أكاليل الزهور والاستفادة من الصحافة. وظل رئيسًا للنادي حتى عام 1904 على أقل تقدير.